# Stornara
Stornara – miejscowość i gmina we Włoszech, w regionie Apulia, w prowincji Foggia.
Według danych na rok 2004 gminę zamieszkiwało 4739 osób, 143,6 os./km².